# فرودگاه سلطان بنتیلان
فرودگاه سلطان بنتیلان (به انگلیسی: Sultan Bantilan Airport) یک فرودگاه همگانی با کد یاتا TLI است که یک باند فرود آسفالت دارد و طول باند آن ۹۰۰ متر است. این فرودگاه در کشور اندونزی قرار دارد و در ارتفاع ۲ متری از سطح دریا واقع شده‌است.

## شرکت‌های هواپیمایی و مقصدهای پروازی
| شرکت‌های هواپیمایی | مقصدهای پروازی                |
| ----------------- | ----------------------------- |
| اکسپرس‌ایر         | بوول، موتیارا، سلطان حسن‌الدین |
| Kalstar Aviation  | موتیارا                       |
| SMAC              | بوول، موتیارا                 |
| وینگز ایر         | موتیارا                       |